# Сербска пчела
Сербска пчела (оригинални назив Сербска пчела или Новый цвѣтникъ: съ различнымъ драге народности, душевногъ увеселенія, забаве умне, и словесности Сербске цвѣћемъ/ засађенъ  и обдѣланъ  Паѵломъ Стаматовичемъ; нем. Serbische Biene) био је књижевно–научни алманах који је излазио од 1830. до 1841. године.

## Историјат
Излазио је као годишњак. Првобитно је штампан у Будиму (1830-1837), потом у Новом Саду (1838-1840), и напослетку у Сегедину (1841). Као што је било уобичајено за концепт аламанаха Сербска пчела је објављивала забавне, књижевне и научне текстове. Уредник алманаха био је Павле Стаматовић. У свим свескама налази се списак пренумераната.